# União das Freguesias de Pópulo e Ribalonga
Die União das Freguesias de Pópulo e Ribalonga ist eine portugiesische Gemeinde (Freguesia) im Kreis (Concelho) Alijó im Norden Portugals.

## Geschichte
Die Gemeinde entstand im Zuge der Gebietsreform vom 29. September 2013 durch die Zusammenlegung der ehemaligen Gemeinden Pópulo und Ribalonga. Pópulo wurde Sitz der neuen Verwaltung.

## Demographie
| Freguesia | Freguesia          | Freguesia | Freguesia       | ehemalige Freguesias | ehemalige Freguesias | ehemalige Freguesias | ehemalige Freguesias |
| --------- | ------------------ | --------- | --------------- | -------------------- | -------------------- | -------------------- | -------------------- |
| Wappen    | Freguesia          | Einwohner | Fläche in (km²) | Wappen               | Freguesia            | Einwohner            | Fläche in (km²)      |
|           | Pópulo e Ribalonga | 409       | 21,3            |                      | Pópulo               | 278                  | 12,17                |
|           | Pópulo e Ribalonga | 409       | 21,3            | Ribalonga            | 231                  | 9,13                 |                      |